# Sainte-Léocadie
Sainte-Léocadie är en kommun i departementet Pyrénées-Orientales i regionen Occitanien i södra Frankrike. Kommunen ligger i kantonen Saillagouse som tillhör arrondissementet Prades. År 2022 hade Sainte-Léocadie 140 invånare.

## Befolkningsutveckling
Antalet invånare i kommunen Sainte-Léocadie
| Referens: INSEE |